# Fosse Désirée
La fosse Désirée ou no 6 de la Compagnie des mines de Douchy est un ancien charbonnage du Bassin minier du Nord-Pas-de-Calais, situé à Lourches. Les travaux commencent en 1839 au sud de la fosse Beauvois. La fosse Désirée n'extrait pas pendant une longue période, elle est très vite affectée à l'aérage. Au XXe siècle, elle assure même l'épuisement des eaux pour l'ensemble des fosses de la compagnie. Des corons et quelques autres habitations sont bâtis près de la fosse, ainsi que des écoles.
La Compagnie des mines de Douchy est nationalisée en 1946, et intègre le Groupe de Valenciennes. Le puits est comblé en 1956. En 1987, une station de pompage est construite sur le carreau de fosse après que des sondages ont été exécutés, elle expédie le grisou à la centrale d'Hornaing. Les corons sont tous détruits.
Au début du XXIe siècle, Charbonnages de France matérialise la tête du puits Désirée. Gazonor y exploite le grisou.

## La fosse

### Fonçage
Le fonçage de la fosse Désirée commence en 1839 à Lourches, à 330 mètres au sud de la fosse Beauvois,. Le terrain houiller est atteint à la profondeur de 78 mètres,,. L'orifice du puits est situé à l'altitude de 41 mètres. Son ouverture succède à celle des fosses l'Éclaireur et La Naville.

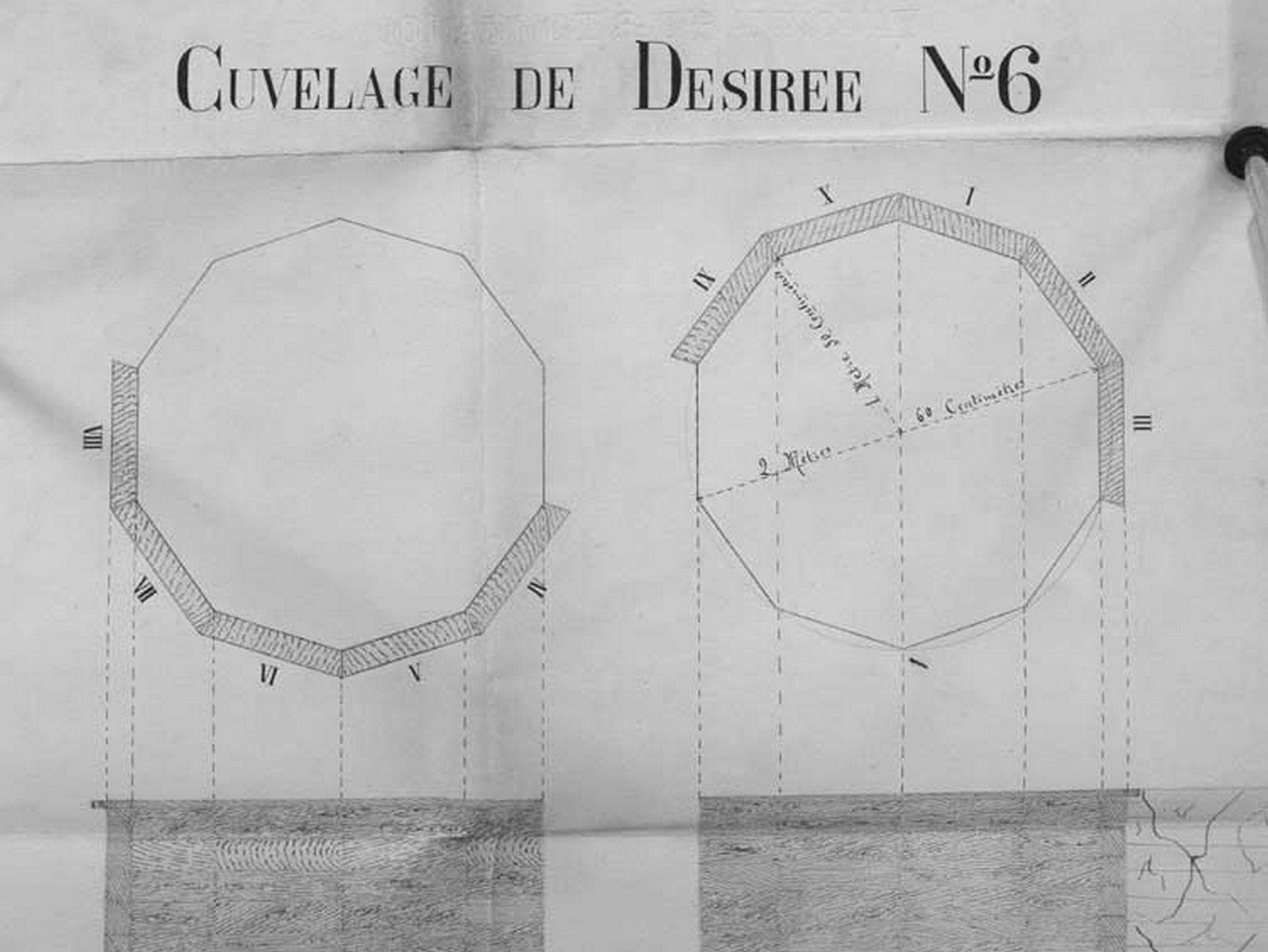
Coupe schématique du cuvelage.

Le puits de la fosse Désirée, également nommée fosse no 6 des mines de Douchy, a un cuvelage de section décagonale et de diamètre de 2,60 mètres.

### Exploitation
À l'étage de 125 mètres, une galerie de reconnaissance dirigée vers le sud a traversé 800 mètres de terrain houiller stérile, elle a rencontré sur son trajet un banc de poudingue quarteux, et a été abandonnée avant d'avoir atteint la limite du bassin houiller. En 1886, le puits est profond de 450 mètres, cette année-là, Albert Olry indique que la fosse est depuis très longtemps inexploitée, et qu'elle ne sert plus qu'à l'aérage.
Huit fosses sont exploitées par la Compagnie des mines de Douchy en 1936 : l'extraction est assurée par Schneider, La Naville et Boca, l'aérage par Douchy, Saint-Mathieu, l'Éclaireur et Gantois, tandis que la fosse Désirée assure l'épuisement des eaux.
La Compagnie des mines de Douchy est nationalisée en 1946, et intègre le Groupe de Valenciennes. Le puits est comblé en 1956, il était profond de 521 mètres. Le carreau de fosse est ensuite abandonné pendant plusieurs décennies, jusqu'en 1983 où un sondage est mis en place dans le but de récupérer le grisou. Un autre sondage est effectué en 1985, et une station de pompage est ouverte en 1987. Exploitée par Gazonor, elle expédie le gaz vers la centrale d'Hornaing.

### Reconversion
Au début du XXIe siècle, Charbonnages de France matérialise la tête du puits Désirée. Le BRGM y effectue des inspections chaque année.

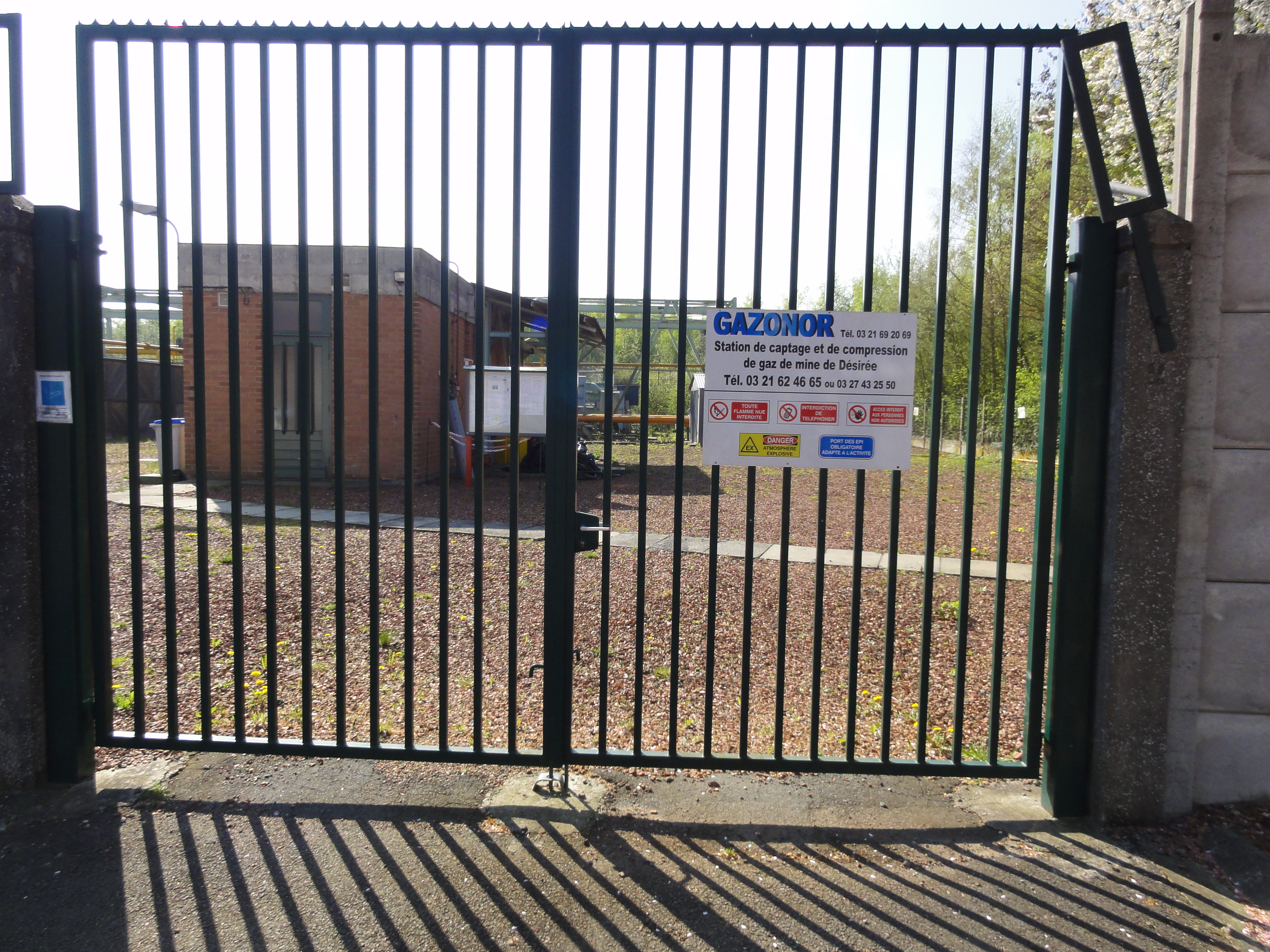
L'entrée du site en 2011.
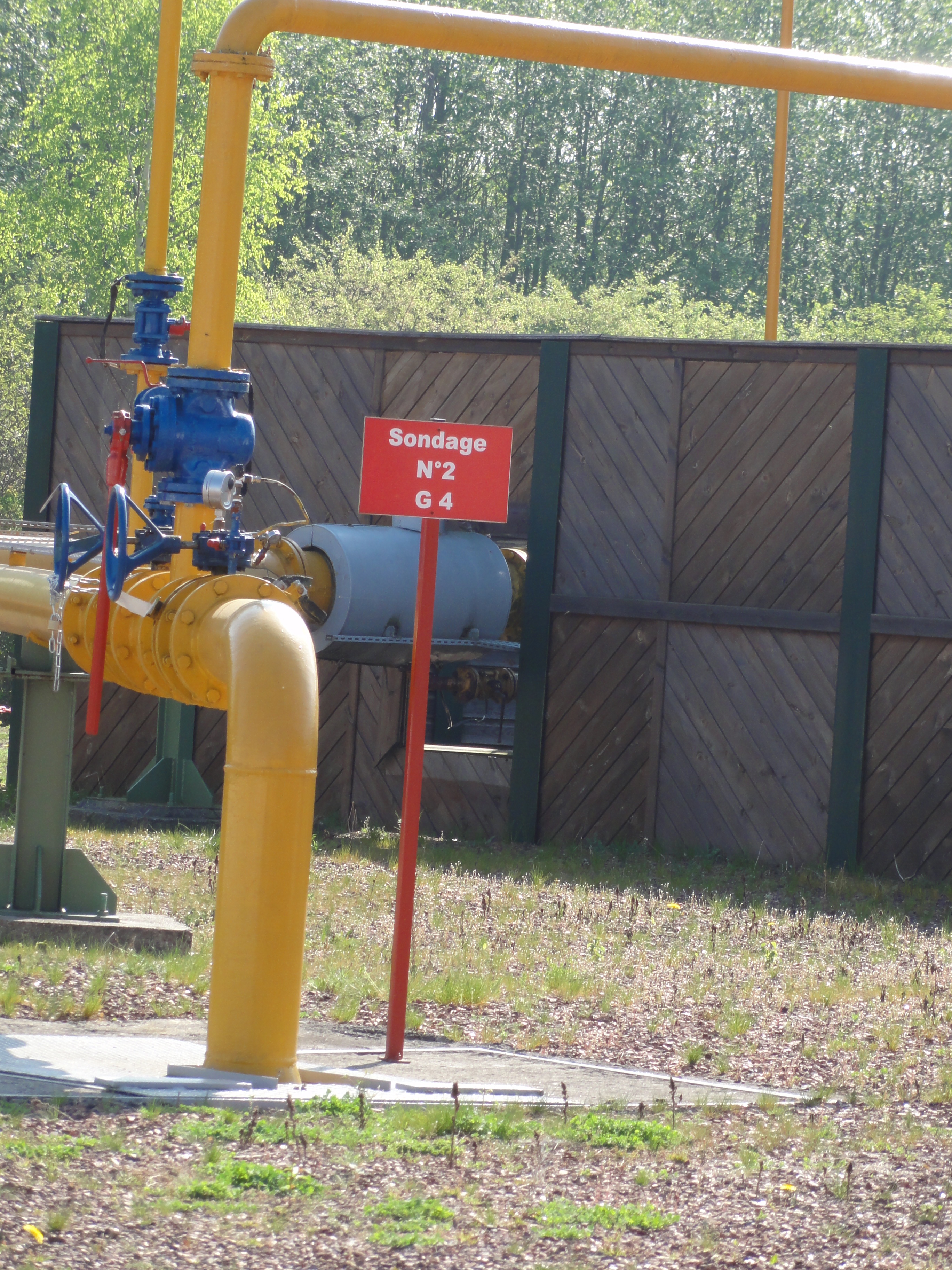
Un forage récupérant le gaz.
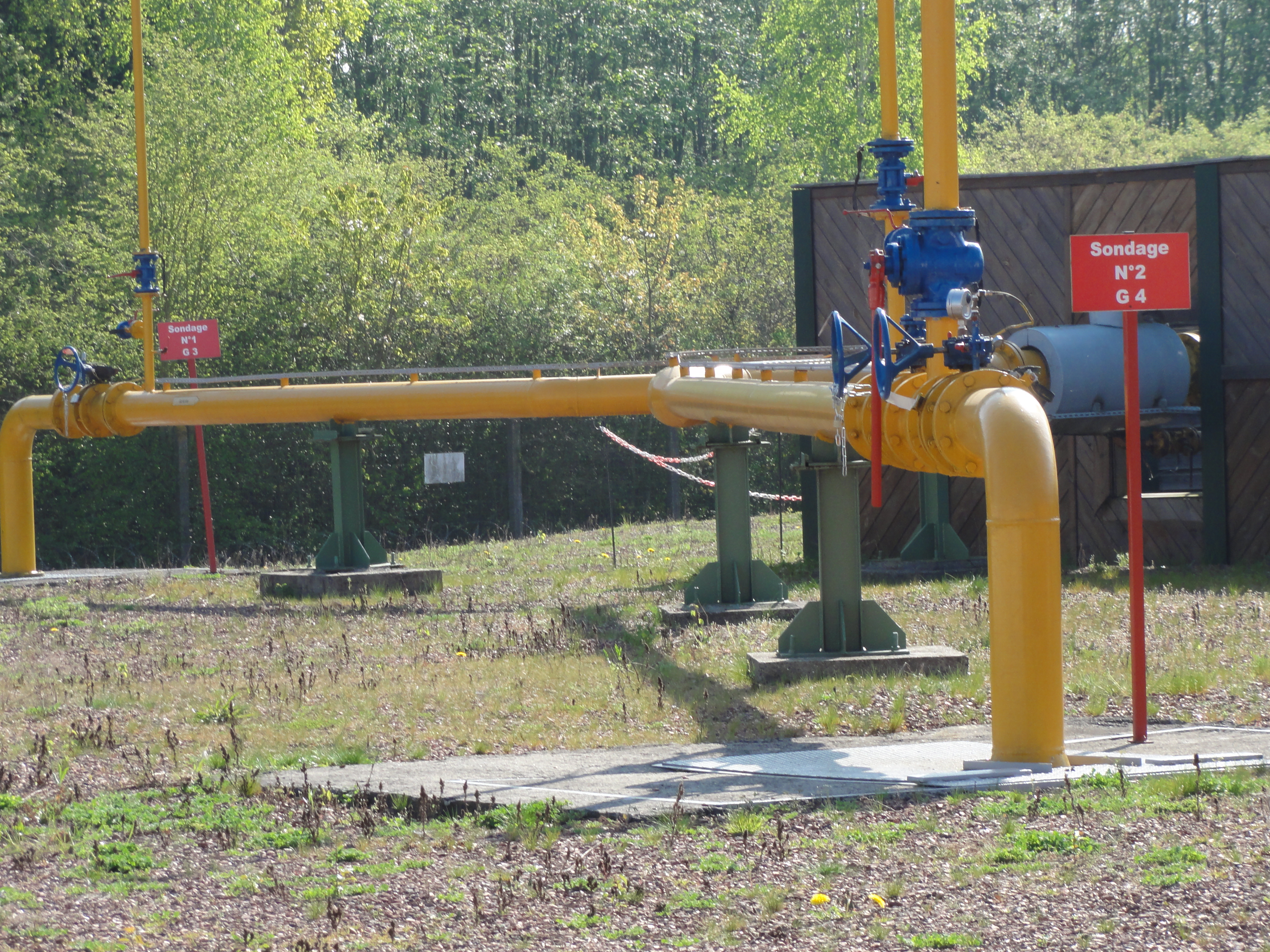
Un forage récupérant le gaz.
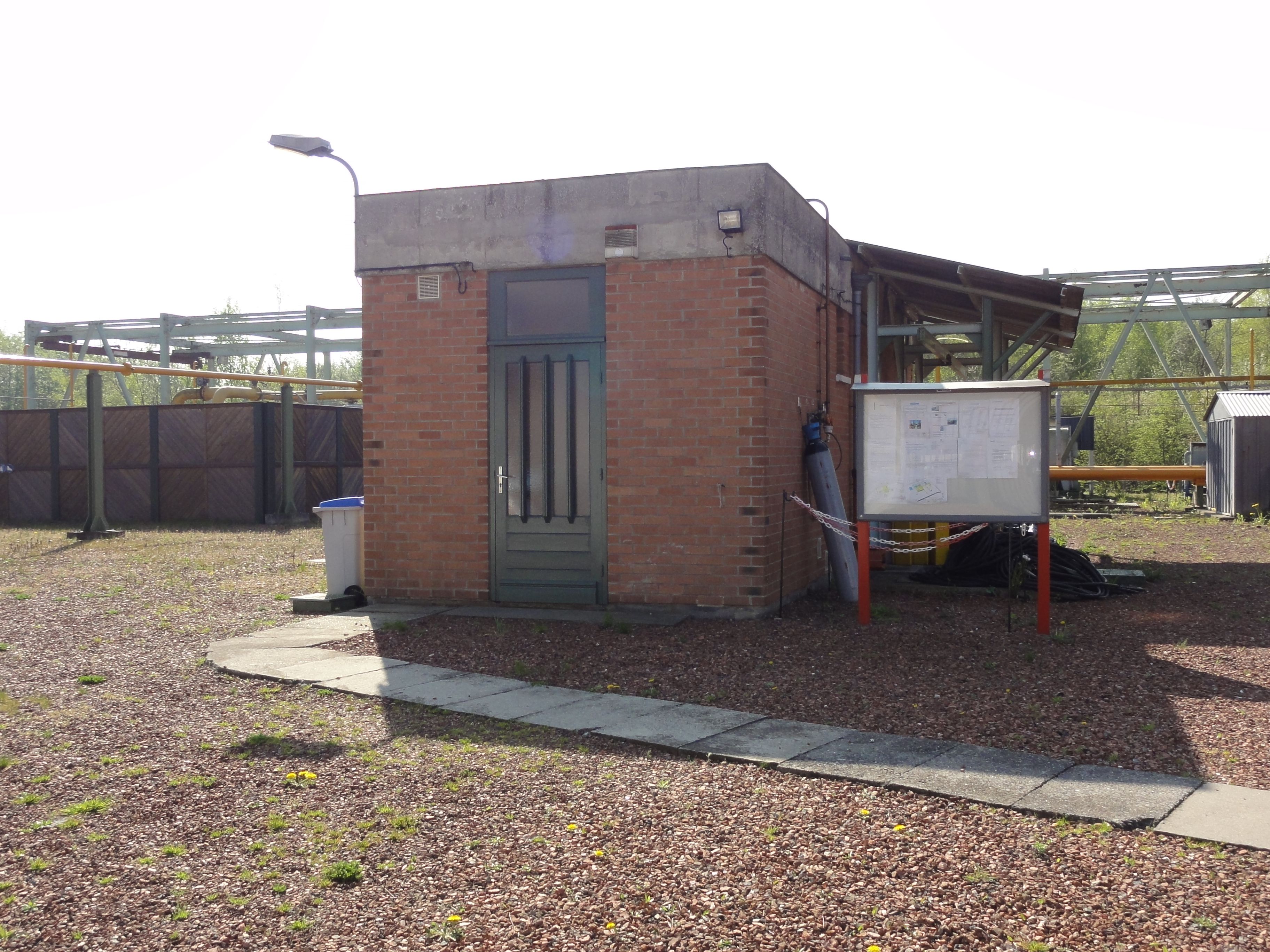
Le bâtiment de l'exploitation.
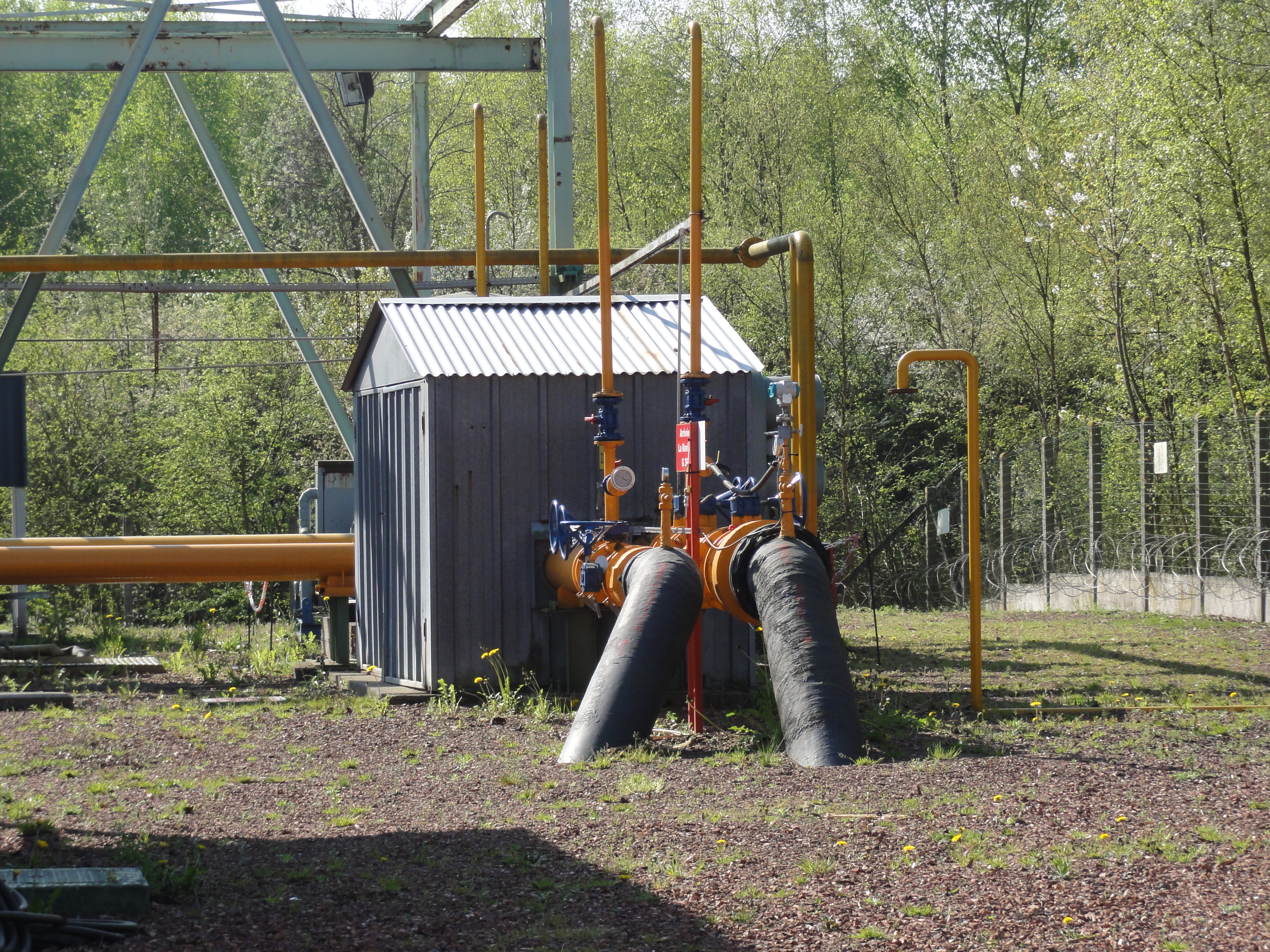
Le carreau de la fosse Désirée en 2011.

## Les cités

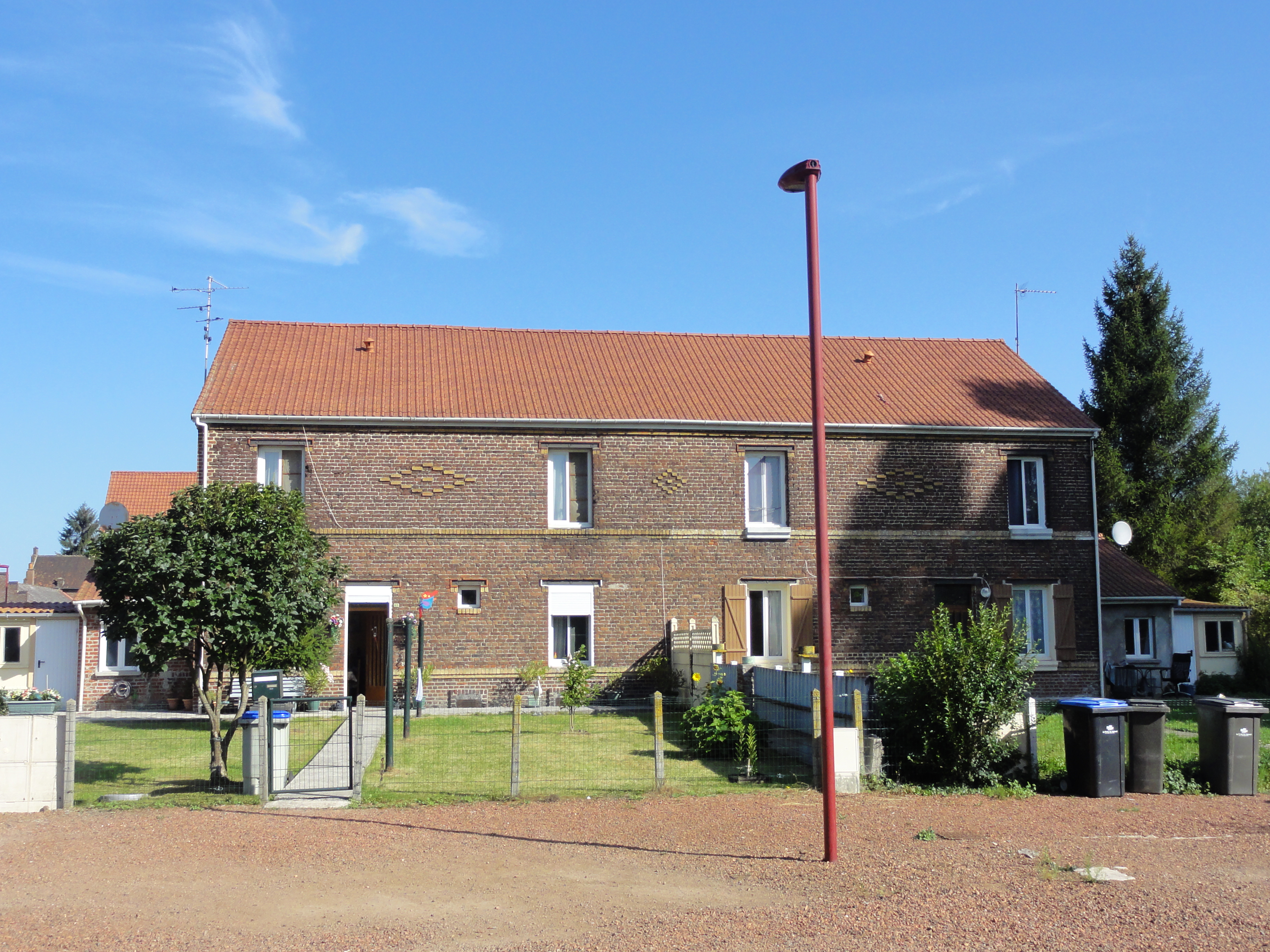
Une des trois maisons.

### La cité de corons
Des corons existaient entre les fosses Désirée et Beauvois, mais ils ont tous été détruits.

### Coron Désirée
Le Coron Désirée est situé juste au nord du carreau de fosse et est constitué de trois maisons, dont deux regroupant deux logements et une de quatre logements. Ces habitations ont été rénovées.

### Les écoles
50° 18′ 40″ N, 3° 20′ 49″ E

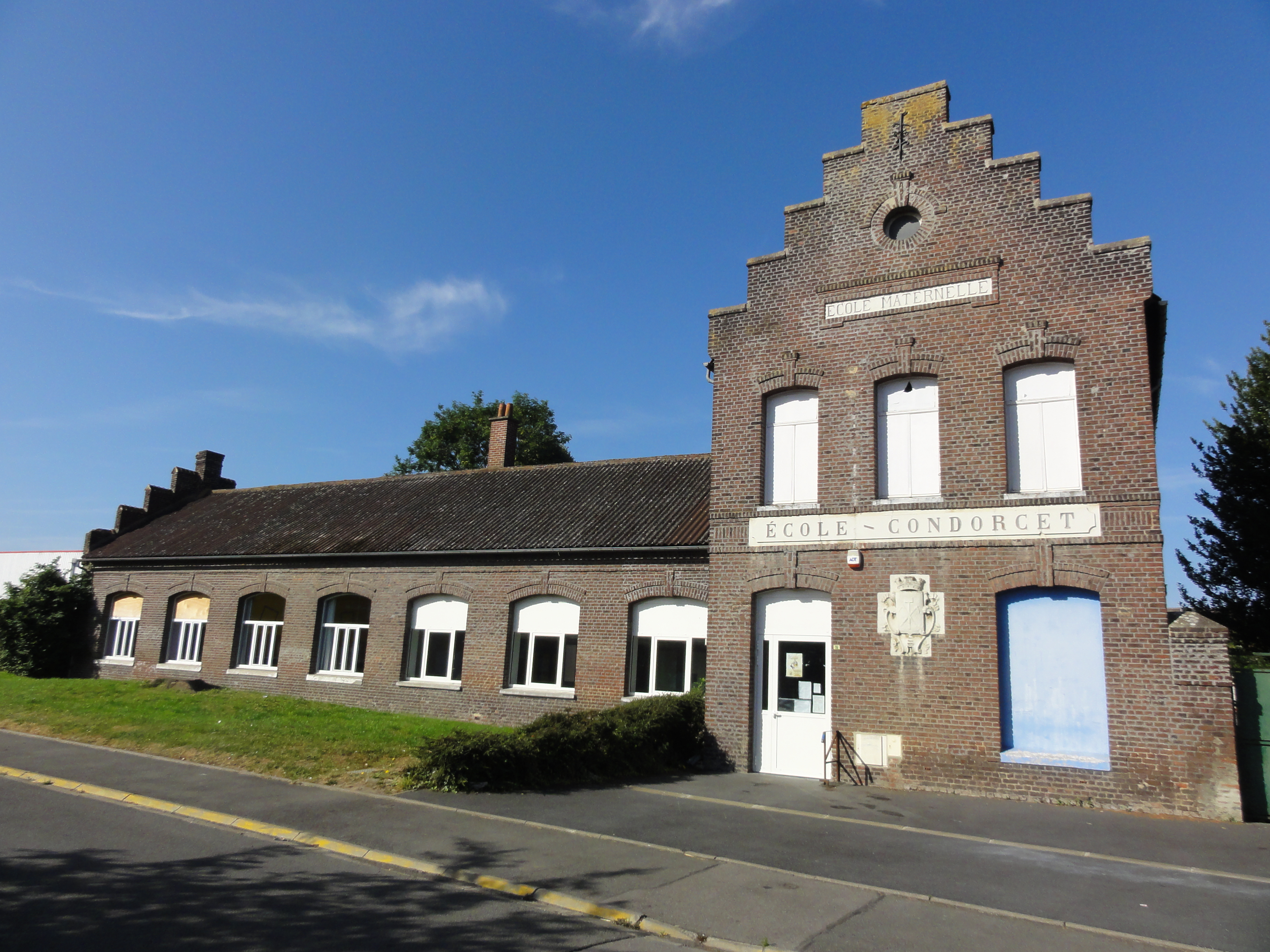
Les écoles.

Les écoles ont été bâties en face de la cité de corons. Celles-ci datent d'avant la Première Guerre mondiale. Il existe un blason de la compagnie sur la façade des écoles.